# Czarnogóra (Góry Krucze)
Czarnogóra (niem. Schwarze Berg) – szczyt (góra) o wysokości 621 m n.p.m., położony w środkowej części pasma Gór Kruczych (części Gór Kamiennych), w południowo-zachodniej Polsce, w Sudetach Środkowych.

## Charakterystyka

### Lokalizacja
Czarnogóra położona jest na końcu grzbieciku przechodzącego przez Kierz z Pustelni. Od Kierza, znajdującego się na południowy zachód od szczytu dzieli ją siodło o wysokości ok. 593 m n.p.m. Na północ od wierzchołka wznosi się Anielska Góra, oddzielona od Czarnogóry szeroką doliną. Wzniesienie leży w większości na terenie sołectwa Lipienica, jedynie mały kawałek zachodniego zbocza położony jest na terenie miasta Lubawka.

### Stoki
Stoki są w większości zalesione. Porośnięte są lasem świerkowym z domieszką sosny. Kawałek wschodniego zbocza zajmują użytki rolne, głównie łąki. Przebiegają przez nie liczne leśne drogi. Znajdują się na nich skarpy, osiągające do 3 m.

### Szczyt
Szczyt wzniesienia ma wysokość 621 m n.p.m. Leży na terenie sołectwa Lipienica.

### Geologia
Czarnogóra zbudowana jest głównie z trachitów. Blisko den głębszych dolin znajdują się ponadto złoża piasku.

## Turystyka
Zboczami wzniesienia prowadzą liczne szlaki. Są to:

### Szlaki turystyczne
- – czerwony, Główny Szlak Sudecki imienia Mieczysława Orłowicza, z Lubawki do Krzeszowa.

### Szlaki rowerowe
- – czerwony, z Lubawki przez Góry Krucze do Lubawki;
- – żółty, Trasa rowerowa „Szlak Cystersów” z Lubawki do Krzeszowa.

### Szlaki konne
- – z Ulanowic do Krzeszowa.